# Planet Earth (Prince)
Planet Earth è il ventinovesimo album da studio del cantante e musicista statunitense Prince, uscito nel 2007 nel Regno Unito come inserto del giornale The Mail on Sunday, ed in seguito pubblicato nel resto del mondo.

## Descrizione
Il primo singolo dell'album, Guitar, è stato distribuito in associazione con Verizion Wireless il 9 luglio 2007.
Nell'album vi sono collaborazioni di diversi membri di band di supporto di Prince. Marva King, Sonny T e Michael Bland vengono dai New Power Generation; mentre Wendy and Lisa dai The Revolution.
Il 27 luglio 2007 una canzone dell'album, Future Baby Mama, trapela su internet tramite una stazione radio online americana.
Inizialmente Prince ebbe la collaborazione della Columbia Records per la distribuzione mondiale dell'album. Come per il precedente album Musicology del 2004.

## Tracce
1. Planet Earth – 5:51
2. Guitar – 3:45
3. Somewhere Here on Earth – 5:45
4. The One U Wanna C – 4:29
5. Future Baby Mama – 4:47
6. Mr. Goodnight – 4:26
7. All the Midnights in the World – 2:21
8. Chelsea Rodgers – 5:41
9. Lion of Judah – 4:10
10. Resolution – 3:40